# Битка при Киари
Битката при Киари се състои на 1 септември 1701 г. в северна Италия по време на Войната за испанското наследство. Тя е част от кампанията на австрийския фелдмаршал Евгений Савойски за завземане на испанското владение Милано. Той побеждава френската армия, изпратена да защитава херцогството и командвана от току-що назначения маршал дьо Вилроа. Принуждава го да се оттегли и да отстъпи част от миланските земи. Последвана е пет месеца по-късно от битката при Кремона.

## Предистория
В началото на борбата за Северна Италия французите, под командата на маршал Никола Катина, заемат позиции далеч на изток. Срещу тях застава младият, но способен савойски принц Евгений, който служи на австрийския император. Той побеждава Катина при Карпи и така успява да го дискредитира. Луи XIV изпраща начело на войските в Италия своя приятел от детинство Франсоа дьо Вилроа – маршал, който притежава смелост и решителност, но не и военен талант. Вилроа пристига на 22 август и само няколко дни по-късно решава да се докаже, като нападне силно укрепената позиция на австрийците при Киари, край река Ольо.

## Ход на битката
Главният проблем на Вилроа е, че самочувствието му е далеч по-голямо от способностите му. От идването си той се държи като началник не само на Катина, но и на самия савойски херцог – независим владетел и важен френски съюзник. Всичките му съветници преценяват, че да се атакува противника при Киари е твърде рисковано и не би донесло никаква полза. Той обаче има заповеди да прогони австрийците от Италия и не желае да чака. Когато Катина научава за решението му, остава изумен. В хода на битката лично повежда атаката, ранен е, след което се връща във Версай, за да помоли да бъде прехвърлен на друг фронт.
Французите имат внушително предимство в хора (50 000 спрямо 32 000) и се хвърлят в атаката с увереност в победата. Евгений вече добре е разучил начина им на воююване. Той знае, че в началото на боя те се хвърлят с невиждан кураж и че ако този щурм бъде удържан, следващите вече не са така опасни. Затова нарежда на войниците си да не стрелят дотогава, докато противниците им не дойдат съвсем близо. Като не виждат съпротива при напредването си, хората на Вилроа се объркват и вниманието им се притъпява. А когато австрийците откриват огън, пораженията, които им нанасят, са непоправими. В следващите два часа се води люта битка. За Вилроа тя е обречена, защото той така и не успява да върне бойния дух на армията си. Налага се Катина да даде на своя глава сигнал за отстъпление, щом става ясно, че атаката няма да успее.

## Значение
Австрийците губят само 150 души, докато френските загуби надхвърлят 3000. Без съмнение поражението отрезвява донякъде Вилроа и той започва да си дава сметка кой стои против него. Докато савойския принц започва обсада на важната крепост Мантуа, френският маршал се оттегля в Кремона – също силна крепост наблизо. Там той решава да изчака следващите австрийски акции.
След Карпи битката при Киари дава възможност на Евгений да развие още по-успешно настъплението си в Италия. Ала това е само началото на войната. Още много битки има да се случат преди фсички френски войски да бъдат окончателно прогонени оттам.